# Сергієнко Едуард Володимирович
Едуа́рд Володи́мирович Сергіє́нко (каз. Эдуард Сергиенко, нар. 18 лютого 1983, Харцизьк) — казахстанський футболіст українського походження, півзахисник «Тараза».

## Клубна кар'єра
Народився 18 лютого 1983 року в місті Харцизьку. Вихованець футбольної школи клубу «Шахтар» (Донецьк).
У дорослому футболі дебютував 2000 року виступами за команду клубу «Шахтар-3» (Донецьк) у Другій лізі, в якій провів півтора сезони, взявши участь у 16 матчах чемпіонату.
На початку 2002 року перебрався в Казахстан, де провів сезон у «Каспії», після чого перебрався в «Ордабаси».
Своєю грою за останню команду привернув увагу представників тренерського штабу клубу «Астана», до складу якого приєднався влітку 2004 року. Відіграв за команду з Астани наступні три з половиною сезони своєї ігрової кар'єри. Більшість часу, проведеного у складі столичної команди, був основним гравцем команди і став з командою чемпіоном і володарем кубка Казахстану.
На початку 2008 року став гравцем «Шахтаря» (Караганда), але вже влітку перейшов в «Атирау», де і дограв сезон.
Протягом сезону 2009 року виступав за білоруський «Гомель», але в підсумку команда вилетіла з Вищої ліги і Сергієнко на початку наступного року став гравцем російського «Нижнього Новгорода», де і провів наступний сезон у другому за рівнем дивізіоні країни, проте основним гравцем так і не став.
В січні 2011 року повернувся до Казахстану, ставши гравцем «Іртиша», в якому провів наступний сезон.
З початку 2012 року став виступати за «Тараз».

## Виступи за збірну
Виступаючи в Казахстані, прийняв місцеве громадянство і 14 лютого 2006 року дебютував в офіційних матчах у складі національної збірної Казахстану в товариській грі проти збірної Йорданії (0:2). Протягом двох років був основним гравцем у національній команді, провівши 19 матчів, після чого перестав залучатись до матчів основної команди країни.

## Досягнення
- Чемпіон Казахстану (1):

«Астана-1964»: 2006
- Володар Кубка Казахстану (1):

«Астана-1964»: 2005